# Olbia (turbonave passeggeri)
L'Olbia era una turbonave passeggeri, in servizio con questo nome per la Tirrenia di Navigazione dal 1961 al 1971.

## Caratteristiche
Lunga 109 metri e larga 15, l'Olbia era una turbonave passeggeri in grado di trasportare un massimo di 850 persone. Le sistemazioni per i passeggeri erano divise nelle canoniche tre classi: dopo i lavori di adeguamento compiuti a Napoli per conto della Tirrenia, la nave disponeva di 40 cabine di prima classe (per un totale di 88 posti), 34 cabine di classe turistica (con 158 posti in tutto) e cinque dormitori di terza classe (due per donne, per complessivi 28 posti, e tre per uomini, con capienza per 52 persone). Dopo i lavori, gli spazi comuni per passeggeri ed equipaggio furono dotati di aria condizionata e televisione. La nave aveva inoltre due stive per il carico, con una capacità complessiva di 1 608 m³, e poteva trasportare 40 automobili, imbarcate per mezzo di gru.
L'Olbia era spinta da due eliche quadripala, ciascuna connessa a una linea d'assi mossa da un gruppo di turbine a vapore; l'impianto sviluppava una potenza complessiva di 7 500 cavalli, che le consentiva di raggiungere una velocità di servizio di 18,5 nodi. Le caldaie ebbero per tutta la durata del servizio per Tirrenia dei problemi di combustione, che facevano sì che la nave scaricasse sui ponti esterni abbondante nafta incombusta durante la navigazione.

## Servizio
La nave fu varata il 19 giugno 1947 con il nome di El Malek Foad presso i cantieri John I. Thornycroft & Company Limited di Southampton. Fu consegnata nello stesso anno alla compagnia di navigazione egiziana Khedivial Mail Lines. Rinominata El Malek Fouad e, nel 1956, Nefertiti, il 16 novembre 1960 fu venduta alla Tirrenia di Navigazione, che la ribattezzò Olbia. La compagnia statale intendeva affiancarla alla Torres sulla linea Genova - Porto Torres, che aveva visto un notevole aumento nella domanda di traffico negli anni precedenti, al punto da rendere necessario mettervi in servizio delle unità di classe Regione in rinforzo. Dopo la consegna alla Tirrenia fu sottoposta a lavori di ristrutturazione presso gli Stabilimenti dei Bacini di Napoli, durante i quali le sovrastrutture furono ampliate e le sistemazioni di passeggeri ed equipaggio completamente rifatte. 
I lavori furono terminati nel febbraio 1961 e l'Olbia fu sottoposta alle prove in mare, affiancando poi dal 7 marzo la Torres sulla linea tra Genova e Porto Torres. Rimase in servizio su quella linea per alcuni anni e venne in seguito destinata ad altri collegamenti per la Sardegna, da ultimo nella stagione 1970 - 1971 la Livorno - Bastia - Porto Torres - Genova. L'entrata in servizio dei traghetti della classe Poeta rese ridondante l'Olbia, che fu posta in disarmo nel luglio 1971 e venduta per la demolizione a Genova. 